# Vuelta a Castilla y León 2016
La 31.ª edición de la Vuelta a Castilla y León fue una carrera ciclista que se disputó entre el 15 y el 17 de abril de 2016. Estuvo compuesta por tres etapas, todas en ruta. La carrera comenzó en Alcanices (Zamora) y finalizó en el alto de Candelario (Salamanca) para completar así un recorrido total de 488,3 kilómetros.
La prueba perteneció al UCI Europe Tour 2016 dentro de la categoría 2.1.
El ganador final fue Alejandro Valverde, quien además se hizo con dos etapas (2ª. y 3.ª) y la clasificación por puntos. Le acompañaron en el podio Pello Bilbao y Joni Brandão, respectivamente.
En las otras clasificaciones secundarias se impusieron Raúl Alarcón (montaña) y Caja Rural-Seguros RGA (equipos).

## Equipos participantes
Tomaron parte en la carrera 15 equipos. El único equipo español de categoría UCI ProTeam; el único de categoría Profesional Continental; y los 2 de categoría Continental. En cuanto a la representación extranjera, estuvieron 11 equipos: 3 Profesionales Continentales y 8 Continentales. Formando así un pelotón de 105 ciclistas, de 7 corredores cada equipo de los que acabaron 79. Los equipos participantes fueron:
| Equipo                            | Cód. UCI | Categoría               |
| --------------------------------- | -------- | ----------------------- |
| Movistar Team                     | MOV      | UCI ProTeam             |
| Caja Rural-Seguros RGA            | CJR      | Profesional Continental |
| Drapac Professional Cycling       | DPC      | Profesional Continental |
| ONE Pro Cycling                   | ONE      | Profesional Continental |
| Stölting Service Group            | SSG      | Profesional Continental |
| Euskadi Basque Country-Murias     | EUS      | Continental             |
| Burgos-BH                         | BUR      | Continental             |
| Manzana Postobón Team             | MZN      | Continental             |
| Inteja-MMR Dominican Cycling Team | DCT      | Continental             |
| Lokosphinx                        | LOK      | Continental             |
| Radio Popular-Boavista            | RPV      | Continental             |
| W52-FC Porto-Porto Canal          | W52      | Continental             |
| Efapel                            | EFP      | Continental             |
| Sporting Clube de Portugal/Tavira | TAV      | Continental             |
| Boyacá Raza De Campeones          | BRC      | Continental             |

## Etapas

### 1.ª Etapa: 15 de abril de 2016.Alcanices-Braganza, 166,3 km
Los resultados de la primera etapa fueron:
|   | Ciclista        | Equipo                 | Tiempo         |
| - | --------------- | ---------------------- | -------------- |
| 1 | Carlos Betancur | Movistar               | 4h 27 min 02 s |
| 2 | Pello Bilbao    | Caja Rural-Seguros RGA | m.t.           |
| 3 | Carlos Barbero  | Caja Rural-Seguros RGA | a 46 s         |
| 4 | Dmitriy Sokolov | Lokosphinx             | m.t.           |
| 5 | Winner Anacona  | Movistar               | m.t.           |

|   | Ciclista        | Equipo                 | Tiempo         |
| - | --------------- | ---------------------- | -------------- |
| 1 | Carlos Betancur | Movistar               | 4h 26 min 52 s |
| 2 | Pello Bilbao    | Caja Rural-Seguros RGA | a 4 s          |
| 3 | Carlos Barbero  | Caja Rural-Seguros RGA | a 52 s         |
| 4 | Dmitriy Sokolov | Lokosphinx             | a 56 s         |
| 5 | Winner Anacona  | Movistar               | m.t.           |

### 2.ª Etapa: 16 de abril de 2016.Braganza-Fermoselle, 170,6 km
Los resultados de la segunda etapa fueron:
|   | Ciclista           | Equipo                   | Tiempo         |
| - | ------------------ | ------------------------ | -------------- |
| 1 | Alejandro Valverde | Movistar                 | 4h 21 min 28 s |
| 2 | Carlos Barbero     | Caja Rural-Seguros RGA   | a 51 s         |
| 3 | José Joaquín Rojas | Movistar                 | m.t.           |
| 4 | Joni Brandão       | Efapel                   | m.t.           |
| 5 | Rafael Reis        | W52-FC Porto-Porto Canal | m.t.           |

|   | Ciclista           | Equipo                 | Tiempo         |
| - | ------------------ | ---------------------- | -------------- |
| 1 | Carlos Betancur    | Movistar               | 8h 49 min 11 s |
| 2 | Alejandro Valverde | Movistar               | a 3 s          |
| 3 | Pello Bilbao       | Caja Rural-Seguros RGA | a 15 s         |
| 4 | Carlos Barbero     | Caja Rural-Seguros RGA | a 46 s         |
| 5 | Winner Anacona     | Movistar               | a 56 s         |

### 3.ª Etapa: 17 de abril de 2016.Salamanca-Alto de Candelario, 151,4 km
Los resultados de la tercera etapa fueron:
|   | Ciclista           | Equipo                 | Tiempo         |
| - | ------------------ | ---------------------- | -------------- |
| 1 | Alejandro Valverde | Movistar               | 4h 15 min 51 s |
| 2 | Joni Brandão       | Efapel                 | a 1 s          |
| 3 | David Arroyo       | Caja Rural-Seguros RGA | a 3 s          |
| 4 | Pello Bilbao       | Caja Rural-Seguros RGA | a 8 s          |
| 5 | Jaime Rosón        | Caja Rural-Seguros RGA | a 16 s         |

|   | Ciclista           | Equipo                 | Tiempo          |
| - | ------------------ | ---------------------- | --------------- |
| 1 | Alejandro Valverde | Movistar               | 13h 04 min 55 s |
| 2 | Pello Bilbao       | Caja Rural-Seguros RGA | a 30 s          |
| 3 | Joni Brandão       | Efapel                 | a 1 min 6 s     |
| 4 | David Arroyo       | Caja Rural-Seguros RGA | a 1 min 10 s    |
| 5 | Jaime Rosón        | Caja Rural-Seguros RGA | a 1 min 32 s    |

## Clasificaciones finales
- Las clasificaciones finalizaron de la siguiente forma:[2]

### Clasificación general
| Posición | Ciclista           | Equipo                        | Tiempo          |
| -------- | ------------------ | ----------------------------- | --------------- |
|          | Alejandro Valverde | Movistar                      | 13h 04 min 55 s |
| 2.º      | Pello Bilbao       | Caja Rural-Seguros RGA        | a 30 s          |
| 3.º      | Joni Brandão       | Efapel                        | a 1 min 6 s     |
| 4.º      | David Arroyo       | Caja Rural-Seguros RGA        | a 1 min 10 s    |
| 5.º      | Jaime Rosón        | Caja Rural-Seguros RGA        | a 1 min 32 s    |
| 6.º      | Winner Anacona     | Movistar                      | a 1 min 43 s    |
| 7.º      | Rafael Reis        | W52-FC Porto-Porto Canal      | m.t.            |
| 8.º      | Garikoitz Bravo    | Euskadi Basque Country-Murias | a 2 min 23 s    |
| 9.º      | Carlos Betancur    | Movistar                      | a 2 min 51 s    |
| 10.º     | Linus Gerdemann    | Stölting Service Group        | m.t.            |

### Clasificación por puntos
| Posición | Ciclista           | Equipo                 | Puntos |
| -------- | ------------------ | ---------------------- | ------ |
|          | Alejandro Valverde | Movistar               | 58     |
| 2.º      | Pello Bilbao       | Caja Rural-Seguros RGA | 38     |
| 3.º      | Joni Brandão       | Efapel                 | 38     |

### Clasificación de la montaña
| Posición | Ciclista           | Equipo                   | Puntos |
| -------- | ------------------ | ------------------------ | ------ |
|          | Raúl Alarcón       | W52-FC Porto-Porto Canal | 18     |
| 2.º      | Alejandro Valverde | Movistar                 | 16     |
| 3.º      | David Arroyo       | Caja Rural-Seguros RGA   | 10     |

### Clasificación por equipos
| Posición | Equipo                   | Tiempo           |
| -------- | ------------------------ | ---------------- |
| 1.º      | Caja Rural-Seguros RGA   | 39 h 17 min 48 s |
| 2.º      | Movistar                 | a 1 min 38 s     |
| 3.º      | W52-FC Porto-Porto Canal | a 9 min 46 s     |

## Evolución de las clasificaciones
| Etapa (Vencedor)              | Clasificación general | Clasificación por puntos | Clasificación de la montaña | Clasificación por equipos |
| ----------------------------- | --------------------- | ------------------------ | --------------------------- | ------------------------- |
| 1ª etapa (Carlos Betancur)    | Carlos Betancur       | Carlos Betancur          | Raúl Alarcón                | Movistar                  |
| 2ª etapa (Alejandro Valverde) | Carlos Betancur       | Carlos Barbero           | Raúl Alarcón                | Movistar                  |
| 3ª etapa (Alejandro Valverde) | Alejandro Valverde    | Alejandro Valverde       | Raúl Alarcón                | Caja Rural-Seguros RGA    |
| Final                         | Alejandro Valverde    | Alejandro Valverde       | Raúl Alarcón                | Caja Rural-Seguros RGA    |